# Frank van Bakel
Frank van Bakel (né le 4 décembre 1958 à Deurne) est un coureur cycliste néerlandais. Spécialiste du cyclo-cross et professionnel de 1986 à 1994, il a été champion des Pays-Bas de cyclo-cross amateurs en 1984 et médaillé de bronze du championnat du monde amateurs la même année.

## Palmarès en cyclo-cross
| Saison / Compétition | Championnat du monde | Superprestige | Championnat des Pays-Bas |
| 1980/1981 (am.)      |                      |               | 4e                       |
| 1981/1982 (am.)      |                      |               | 4e                       |
| 1982/1983 (am.)      |                      |               | 6e                       |
| 1983/1984 (am.)      | 3e                   | 7e            | Or                       |
| 1984/1985 (am.)      | 5e                   | 4e            |                          |
| 1985/1986            | 8e                   | 6e            | 3e                       |
| 1986/1987            | 6e                   | 2e            | 3e                       |
| 1987/1988            |                      | 6e            |                          |
| 1988/1989            | 12e                  | 4e            |                          |
| 1989/1990            | 4e                   | 8e            | 3e                       |
| 1990/1991            | 6e                   | 7e            | 5e                       |
| 1991/1992            | 20e                  | 3e            | 4e                       |
| 1992/1993            | 13e                  |               | 5e                       |
| 1993/1994            |                      |               |                          |
| 1994/1995            | 22e                  |               |                          |

## Palmarès en VTT
- 1991
  -  Champion des Pays-Bas de cross-country